# Ганс Гедтофт
Ганс Кристіан Гедтофт Гансен (дан. Hans Christian Hedtoft Hansen; 21 квітня 1903 — 30 січня 1955) — данський державний та політичний діяч, глава уряду країни у 1947–1950 та 1953–1955 роках.

## Життєпис
Народився у робітничій родині, в якій був молодшою, 11-ю, дитиною. Через смерть батька був змушений залишити школу, після чого став учнем літографа.
Рано розпочав займатись політикою, вступивши до молодіжної організації Соціал-демократичної партії Данії, був її секретарем, а 1928 року — очолив організацію. У 1930-х роках очолював низку відділів партії, потім став її секретарем. Будучи главою відділу пропаганди соціал-демократів, виступав проти комунізму й нацизму. 1935 був обраний до фолькетінгу, депутатом якого був до окупації Данії. З 1939 був лідером данських соціал-демократів.
Після звільнення країни увійшов до складу уряду як міністр праці та соціальної політики. За підсумками парламентських виборів 1947 року сформував уряд меншості. Був переконаним прихильником співпраці скандинавських країн у галузі оборони, сприяв проведенню перемовин щодо оборонного союзу. Та ідея не була реалізована, і 1949 року Данія стала членом НАТО.
1950 соціал-демократи програли вибори, й уряд сформували Венстре та консерватори. Утім, наступні вибори дозволили Гедтофту знову сформувати уряд.
Помер 29 січня 1955 року у Стокгольмі. До столиці Швеції він прибув для участі у засіданні Північної Ради, одним з ініціаторів створення якої 1952 року став він сам.
На честь Державного міністра було названо лайнер «Ганс Гедтофт», збудований 17 грудня 1958 року.